# Hon na lišku (film, 1966)
Hon na lišku je filmová komedie s kriminální zápletkou italského režiséra Vittoria De Sicy z roku 1966. Snímek byl natočen v italsko-americko-britské koprodukci a v hlavní roli se objevil komik Peter Sellers. Scénář filmu byl napsán v angličtině a jeho autory jsou Neil Simon a De Sicův dlouholetý spolupracovník Cesare Zavattini. Filmu se nedostalo příliš nadšeného přijetí, ale postupně zkultovněl, a to především četnými narážkami na díla známých režisérů (Cecil B. DeMille, John Huston, Federico Fellini, Michelangelo Antonioni i sám De Sica).

## Děj
Aldo Vanucci (Peter Sellers), zvaný Liška, je opět jednou za mřížemi, když se dozví, že je ho třeba pro další velkolepý podnik. Jistý Okra (Akim Tamiroff) se spolu s několika komplici v Egyptě zmocnil 300 cihel stříbra. Vanucci se má postarat o bezpečnou přepravu do Itálie. Je mistrem převleků i útěků, takže mu nedá žádnou práci hravě zmizet z vězení.
Zpátky na svobodě ho posedlost filmem krásné sestry Giny (Britt Ekland) přivede na myšlenku maskovat vylodění zlatého pokladu jako natáčení filmu. Takto by rád zabil hned dvě mouchy jednou ranou: jeho sestra by
si konečně zahrála ve filmu, a to rovnou po boku svého idolu Tony Powella (Victor Mature), Aldo pak doufá, že jako režisér nebude nikomu nápadný. Začíná natáčení filmu nazvaného Zlato z Káhiry, pro který Aldo získá všechny obyvatele městečka včetně místní policie.
Plán je vyzrazen, až když se na natáčení dostanou detektivové sledující Aldovu matku. Aldo je chycen a odsouzen. Ovšem utéci z vězení je pro něj opět hračkou a na originalitu si Aldo potrpí.

## Hrají
- Peter Sellers - Aldo Vanucci/Federico Fabrizi
- Victor Mature - Tony Powell
- Britt Ekland - Gina Vanucci/Gina Romantica
- Martin Balsam - Harry
- Akim Tamiroff - Okra
- Paolo Stoppa - Polio
- Tino Buazzelli - Siepi
- Mac Ronay - Carlo
- Lydia Brazzi - Mama Vanucci
- Lando Buzzanca - policejní náčelník
- Maria Grazia Buccella - Miss Okra
- Maurice Denham - šéf Interpolu
- Tiberio Murgia - první detektiv
- Francesco De Leone - druhý detektiv
- Carlo Croccolo - kavárník
- Nino Musco - starosta
- Pier Luigi Pizzi - doktor
- Lino Mattera - zpěvák
- Piero Gerlini - první žalářník
- Daniele Vargas - státní zástupce
- Franco Sportelli - soudce
- Giustino Durano - kritik
- Mimmo Poli - tlustý herec
- Enzo Fiermonte - Raymond
- Roberto De Simone - Marcel Vignon
- Angelo Spaggiari - Felix Kessler
- Mario Del Vago - Manuel Ortega
- Timothy Bateson - Michael O'Reilly
- Carlo Delle Piane
- Vittorio De Sica - Vittorio De Sica
- Daniela Igliozzi
- David Lodge - policejní důstojník
- Enrico Luzi - režisér ve Via Veneto
- Carlo Pisacane - druhý soudce
- Marcella Rovena - Salvatorova žena
- Lizabeth Scott - herečka z filmu Tony Powella
- Nino Vingelli - třetí soudce

## Zajímavosti
- Jednalo se o první scénář Neila Simona, který podle svých slov chtěl původně napsat parodii na umělecké filmy typu Loni v Marienbadu nebo Antonioniho díla, nakonec se ale rozhodl pro film ve filmu.
- Peter Sellers prohlásil, že jeho hlavním důvodem pro účast ve filmu byla možnost vyzkoušet si práci s legendárním De Sicou.
- Hollywoodský herec Victor Mature ukončil svoji kariéru v roce 1961, o pět let se ale vrátil, aby dokonale zparodoval sama sebe.
- Snímek má dost společného s filmem Co je nového, kočičko? (v originálu What's New, Pussycat). Dokonce reklamní plakát, na němž se podílel i výtvarník Frank Frazetta, nesl nápis :"You Caught The Pussycat...Now Chase The Fox!" (Chytil jsi kočičku… Nyní hoň lišku!)
- Film byl natáčen zčásti i ve vesnici Sant' Angelo během vrcholu turistické sezóny. Vesničané byli tak zaměstnáni turisty, že jako kompars museli být použiti obyvatelé okolních sídel.
- Britt Ekland a Sellers se vzali roku 1964. Několik měsíců před natáčením se jim narodila dcera. Rozvedli se roku 1968.
- Tajemná kráska z filmu - Maria Grazia Buccella (* 1940) se roku 1959 stala miss Itálie a druhou vicemiss Evropy.